# 雕形暮弄蝶
雕形暮弄蝶（學名：Burara aquilina，別名：雕形傘弄蝶）是屬於弄蝶科豎翅弄蝶亞科的一種蝴蝶，是暮弄蝶屬的一種。分佈於東亞日本和黑龍江至中國南部一帶。模式產地為俄羅斯海參崴。

## 分佈
中國（黑龍江、吉林、遼寧、陝西、甘肅、四川）、俄羅斯、朝鮮、韓國、日本。

## 型態

### 幼期
卵有縱脊，由黃色變褐色。幼蟲老熟時頭淡褐色，體呈紫灰褐色，有白色橫紋和縱紋。蛹呈紅褐色，表面有白色蠟粉。

### 成蟲
雄性成蝶雙翅雙面呈褐色。前翅長 22-24 毫米，正面中域脈間有模糊白色斑紋，由後向前變小，中室端具黑色棒狀條紋；反面無斑紋。後翅正面無斑紋；反面前緣基部亦無小黑斑，外緣毛呈黃褐色。

## 習性

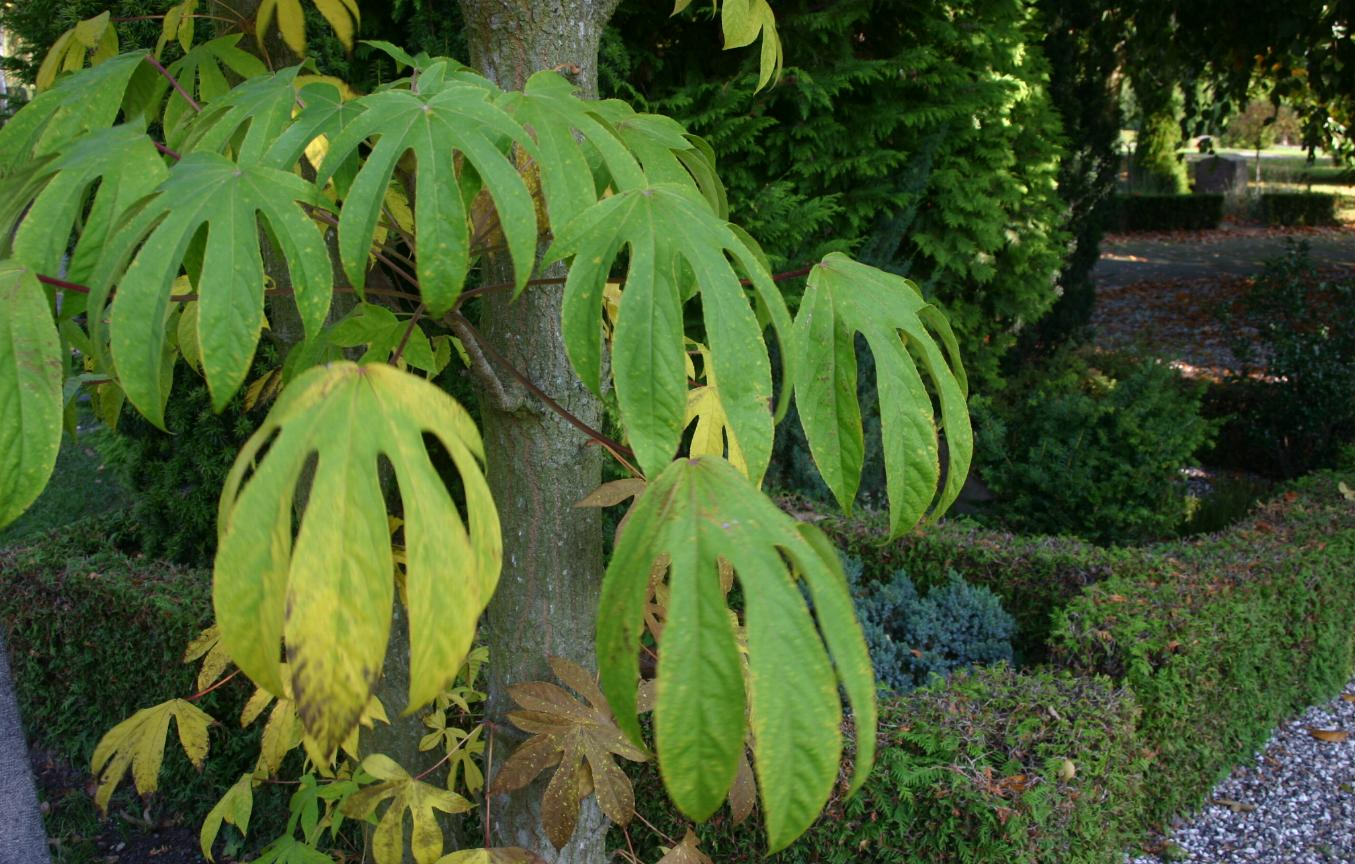
幼蟲的寄主植物 - 刺楸

成蟲飛行迅速，活躍於黃昏和拂曉的林緣和山地，會在地上停棲。在中國東北一年一代，以低齡幼蟲越冬，成蟲出現於 6-8 月。卵聚產，每塊 10-20 粒。幼蟲的寄主為五加科刺楸（Kalopanax septemlobus）。

## 亞種
- B. a. aquilina

- 指名亞種，分佈於中國（黑龍江、遼寧、吉林）、俄羅斯、朝鮮
- B. a. chrysaeglia Butler, 1881

- 分佈於日本
- B. a. siola Evans, 1934

- 華西亞種，分佈於中國（陝西、甘肅、四川）

## 腳註
1. ↑  Speyer, 1879. Neue Hesperiden der palaearktischen Faunengebietes Stettin ent. Ztg. 40 (7-9) : 346
2. ↑  Tuzov, Bogdanov, Devyatkin, Kaabak, Korolev, Murzin, Samodurov, Tarasov, 1997. Guide to the Butterflies of Russia and adjacent territories: Hesperiidae, Papilionidae, Pieridae, Satyridae Butts. Russia adj. terr. 1, 105

## 外部連結
- 维基共享资源上的相關多媒體資源：雕形暮弄蝶
- 維基物種上的相關：雕形暮弄蝶
- Burara aquilina （页面存档备份，存于） - NSG Voucher Specimen
- Bibasis aquilina - Catalogue of Life （英文）
- Bibasis aquilina （页面存档备份，存于） - funet.fi （英文）